# 할바흐 배열
할바흐 배열은 영구 자석의 특수한 배열로서, 할바흐 배열의 한쪽면의 자기장을 증폭시키고, 다른 한 쪽의 자기장은 0에 가깝게 만드는 특징을 가진다. 이것은 회전하는 자화 무늬를 통해 발생한다. 할바흐 배열 내부의 N극의 방향으로 따졌을 때, 그림에서의 왼쪽, 위쪽, 오른쪽, 아래쪽 방향을 향하는 부분은 여러 번 반복되어도 처음 배열과 같은 역할을 한다. 이 배열의 효과는 유사한 극끼리 서로 인접하게 배치된 많은 말굽 자석과 거의 유사하다.
James (Jim) M. Winey of Magnepan은 1970년, 연속되는 회전하는 자화에 대한 이상적인 사례를 찾기 위해 이 개념을 고안하였다.

## 같이 보기
- 네오디뮴 자석
- 인덕트랙
- 헬름홀츠 코일